# Ольшанка (Ольшанская поселковая община)
Ольша́нка (укр. Вільшанка) — посёлок, центр Ольшанской поселковой общины Голованевского района Кировоградской области Украины.

## География
Посёлок расположен на левом берегу реки Синюхи (приток Южного Буга) в 18 км от железнодорожной станции Подгородная, в юго-западной части области. Расстояние до областного центра (Кропивницкий) составляет около 125 км и проходит преимущественно автодорогой E584.

## История
Поселение возникло в XVII веке, сначала имело название слобода Маслово, с 1740-х годов — Ольшанка.
В 1754—1759 и 1761—1764 годах Ольшанка входила в состав Новослободского казацкого полка.
Русско-турецкая война 1768—1774 годов способствовала притоку в эти места болгарского населения.
Уже летом 1769 в распоряжении главнокомандующего русской армией князя Александра Голицына находилось несколько подобных перебежчиков — валахов, болгар, греков и сербов; не имея возможности лично решить их судьбу, он отдал это на усмотрение киевского генерал-губернатора П. А. Румянцева, заодно и отправив в Киев всех имеющихся военнопленных и перебежчиков. Тот, в свою очередь, в своих реляциях императрицы доказывал необходимость комплектации гусарских команд с «по единоверию явившихся», по примеру предыдущей русско-турецкой войны 1735—1739 гг.
В Санкт-Петербурге с вниманием отнеслись к этим советам. Именным приказом ИИВ от 21 августа 1769 было провозглашено создание поселений Молдавского гусарского полка. Он занял место Самарского полка, который должен существовать по штату Новороссийской губернии, но был разукомплектован из-за недостатка военнослужащих ещё в 1765. Возглавил полк гусарский майор Василий Лупу (Зверев).
Вновь созданная военно-административная единица была размещена на 15 тыс. десятин земли, взятой от Елизаветградского гусарского полка и с северо-западного угла Запорожских Вольностей — в междуречье Южного Буга, Синюхи, Плетеного и Сухого Ташлыка. Состоял полк из 16 рот (шанцев). Штаб-квартира полка находилась в шанце Павловском.
Во время войны 1768—1774 гг. военнопленных и перебежчиков из числа православных подданных Порты были поселены не только в Елизаветинской провинции. Когда в шестнадцатой роте Молдавского гусарского полка (шанец Екатерининский, будущий Ольвиополь), накопилось значительное их количество, направленная князем Прозоровским с первой армии, было решено отправить их на поселение в Екатерининской провинции. Перевод этих лиц на новые места было поручено осуществить майору Бахмутского гусарского полка Ивану Христофоровичу Штеричу (5 октября 1770), который должен был склонить желающих к службе, или же к жительства в качестве фамилиатив.
Очевидно, таким образом российское командование пыталось доукомплектовать пострадавшую от татарского нашествия военную единицу. В марте 1771 года 3585 новых поселенцев (1751 мужского и 1834 женского пола) были доставлены и размещены в бывших Славяносербского ротах. Из них в строевые гусары заслонило 487, в заслоняя — 197, а 1066 — в фамилиаты (речь идет о мужчинах). По этнической принадлежности это были «волохи достойной наций люди».
Размещение поселенцев в пограничной полосе, как в случае с основанным в 1769 Молдавским полком, довольно быстро стало скорее исключением, чем правилом. Уже начиная с 1771 киевский и новороссийский генерал-губернатор Ф. М. Воейков приказывает своим подчиненным «поселяет болгарских и волошского выходцев в гусарский, ближе к Днепру ротах». Это было продиктовано как осторожностью, так и неуверенностью местного начальства в новых людях.
С особой И. Х. Штерича, одного из офицеров, стоявших у истоков Славяносербии, связано и самое массовое переселение болгар на юг Украины в той войне. Только Штерич доставил первую партию балканских переселенцев в Бахмутского полка, то сразу же начал хлопотать о командировке в первую армии, с целью выведения новых групп. Уже в начале 1773 его просьба была удовлетворена. Штерич отбыл в театр боевых действий.
В Болгарии российские войска в кампанию 1773 находились с 27 мая по 25 июня, чуть меньше месяца. Именно в этот промежуток времени и произошло переселение наиболее многочисленной (в эту войну) болгарской общины.
Во второй половине июня 1773 к командующему первой армией П. А. Румянцева обратились депутаты от жителей поселка Силистра (Флатарь) с просьбой содействовать их переселению в Российскую империю.
Известно, что в начале 1773, потеряв надежду на скорую возможность истечения войны, турки активно готовились к военным действиям на собственной территории. Визирь разослал фирманы приказу собрать до 70 тыс. Нового войска из болгар, сербов и арнаутов. В случае промедления или неподчинения в исполнении этого приказа все имущество виновных было разорено, а сами они казнены. Пожалуй, алфатарци провинились перед турками именно по этому поводу и имели все основания опасаться их гнева. Народные предания из уст их потомков является глухим эхом событий тех бурных лет, о том алчном паше, который пожелал отобрать урожай у болгар, и хитрых крестьян, которые собрали его ночью и направились к русским — скорее всего, является не более, чем поэтической легендой (учитывая время, в которое произошло переселение, и календарный цикл сельскохозяйственных работ).
Граф Румянцев, который уже сталкивался с болгарскими колонистами во время своего губернаторства на Украине, пожелал приумножить количество этих полезных для края земледельцев, и охотно согласился принять их. Майору Штерича, который возглавил конвой из 72-х гусар Бахмутского гусарского полка, было поручено переправить алфатарцив к Екатерининской провинции.
К переселенческой валке присоединилось значительное количество жителей придунайских городов Силистра, Видин и Рущук. По дороге к ним присоединились крестьяне с добруджанского села Черетовце, что на Дунае, напротив Бессарабского Рени (по одним сообщениям — болгары, по другим — волохи). Общая численность мигрантов, пришедших на Украине с этим караваном, достигла, согласно именному списку 1087 О. С. С. (533 мужчины и 554 женщины). Они ехали 320-ю телегами, гнали с собой немало скота, везли много имущества.
Первоначально конечная цель их маршрута была определена достаточно четко — роты Бахмутского гусарского полка, ряды которого они пополнить. Более того, Штеричу удалось привлечь часть переселенцев в жительства в своих имениях. Но во время остановки их на карантине в Семлецькому окопы (пятый рта Чёрного гусарского полка), в сентябре 1773, некоторые Манойло Попович, купец, то болгарин, то серб, начал вести с ними «тайные разговоры», в результате чего они отказались ехать вместе со Штеричем в окрестности Бахмута.
Однако к немедленному отбытию к Екатерининской провинции их пока никто не подталкивал, поскольку в крепость Святой Елизаветы они прибыли только в октябре 1773. Впереди была зима. На зимовку их разместили по разным поселках Екатерининской провинции — в Аджамке (Елизаветградский пикинёрных), Самборе (оно же и Диковка) и Дмитровке (эти два поселка принадлежали к Жёлтого гусарского полка). В последнем из окопов их и наблюдал академик Гильденштедт во время своего путешествия Новороссийской губернией, весной 1774.
Когда же, после зимовки, пограничный комиссар, подполковник Чёрного гусарского полка, Лазарь Серезли начал опрашивать их по избранному месту жительства — Екатерининская или Елисаветинские провинции? — То они наотрез отказались и от одного, и от другого, они требовали, чтобы им позволили выехать в Молдову и поселиться вблизи городка Бырлад (рапорт Серезли Черткову, датированный февралем 1774).
Однако, когда эмигранты стали настаивать на реэмиграции, им сразу дали понять, что этот номер не пройдет: в своем рапорте к Ф. М. Воейкова от 11 февраля 1774 В.Чертков предлагал распределить иммигрантов между Елизаветградским пикинёрных и Жёлтым гусарским полками, и на том закончить это дело. Вероятно, речь шла о том, чтобы оставить их в тех же ротах, где они зимовали.
Возможно, именно по такому сценарию и развивались бы события, если бы не напряженность в отношениях с запорожцами, которая становилась все более ощутимой после того, как в который уже раз, для размещения иностранных переселенцев была использована часть земель Запорожских Вольностей. Речь идет об образованном в 1769 Молдавском гусарском полке.
Тактика борьбы, которую выбрали на этот раз запорожцы, хотя и пестрила иногда эпизодами злых кавалерийских наскоков, стала более взвешенной и эффективной. Отныне запорожские команды не курили домов, а не сгоняли с недавно обжитых земель пришельцев, как это было в начале 1760-х годов [Ф. 229. Спр. 143. Арк. 3-4.]. Они предлагали лучшие условия поселения по офицерских зимовках и в слободах на военной земле. Этого оказалось достаточно для того, чтобы уже 4 июня 1774 полковой командир В.Зверев (Лупул) упрекал кошевому атаману П. И. Калнышевскому на то, что совсем обезлюдели 3, 11, 13 и пятнадцатой роты (Песчаный Брод, Лиса гора, Сухой Ташлык (Гладосы) и Ольшанка (Маслова), поскольку их жители ушли вместе с запорожцами.
Для латания подобных прорех и были использованы алфатарськи болгары. Отныне местом их проживания должна была стать пятнадцатая рота Молдавского гусарского полка — Ольшанка, она же и Маслова, заселенная балканскими выходцами в 1770. По свидетельствам академика Гильденштедт, в начале 1774 в ней насчитывалось 150 дворов, в большей степени опустевших через вышеупомянутые обстоятельства. Заселение новых поселян произошло примерно в конце июня 1774, поскольку в рапорте атамана Калниболоцького куреня А. Белого, от 1 августа того же года, которым он информировал кошевого о результатах инспекции левой стороны г. Синюха, отмечается, что прошёл уже месяц от времени появления болгар в этом окопе.
Для «защиты» новых поселенцев от запорожских посягательств был поставлен гарнизон с регулярной армии. Ольшанка лежала на берегу пограничных Синюхи; на противоположной стороне была уже польская земля. Если же спуститься десяток миль вниз течением этой реки до впадения её в Южный Буг, то сразу за Екатерининским шанцем (с 1775 г. Ольвиополь), начинались владения Турецкой империи.
После окончания русско-турецкой войны 400 болгарских семей с разрешения царя основали другие поселения неподалёку от слободы. Позднее поселение слилось со слободой и получило название Малиновка.
В 1780-х гг. болгар включили в состав Бугского казачьего войска.
С 1818 по 1857 деревня имела статус военного поселения и было одним из опорных пунктов на границе между Польшей и Турцией.
В Малиновке находился штаб 4-го полка Бугской уланской дивизии, а затем — штаб 12-го округа Новороссийского военного поселения и 3-го эскадрона кавалерии, а позднее волостной штаб военного поселения.
После ликвидации военных поселений, в 1857 году село стало волостным центром.
1859 году в селе Ольшанка (Маслово) Елизаветградского уезда Херсонской губернии, проживало 2543 человека (1327 мужского пола и 1216 — женского), насчитывалось 520 дворовых хозяйств, существовала православная церковь.
По состоянию на 1886 год в бывшем государственном селе Маслова (Ольшанка) Елизаветградского уезда Херсонской губернии проживало 4 296 человек, насчитывалось 620 дворовых хозяйств, действовали православная церковь, еврейский молитвенный дом, школа, земская станция, винный склад, 8 лавок, еженедельно проходили базары.
В феврале 1918 года в Ольшанке была установлена Советская власть. В 1923 года Ольшанка стала центром Ольшанского района
В 1967 году Ольшанка стала посёлком городского типа, в 1972 году здесь начал работу музей истории Ольшанского района.
В 1981 году население Ольшанки составляло 5,7 тыс. человек, здесь действовали промышленный комбинат, пищевой комбинат, хлебозавод, птицеинкубаторная станция, межколхозная строительная организация, райсельхозтехника, райсельхозхимия, комбинат бытового обслуживания, общеобразовательная школа, музыкальная школа, больница, три дома культуры и три библиотеки.
В 1986 году был построен и введён в эксплуатацию кинотеатр «Октябрь» на 300 мест (архитектор С. Лихачева, инженер Л. Мишнева).
В январе 1989 года численность населения составляла 6100 человек, на 1 января 2013 года — 4778 человек.
В 2002—2003 годы Кировоградским отделением УГО под руководством А. Гречило, В. Кривенко и геральдической комиссии Ольшанского районного совета были разработаны проекты символики Ольшанского района и райцентра, которые были утверждены 31 января 2003 года. При их разработке были использованы материалы директора украинского — болгарского музея истории Ольшанского района В. Вовченко, рецензентом проекта являлся историк — краевед, почетный гражданин Малиновки И. Гуржос.
В 2020 году Ольшанский район был упразднён, а посёлок стал центром Ольшанской поселковой общины Голованевского района

## Известные люди
В Ольшанке родились:
- Василий Стойков — протоиерей Русской православной церкви, проректор Санкт-Петербургской Духовной академии по учебной работе, заслуженный профессор богословия.
- Валерий Петков — доктор юридических наук, профессор, ректор Кировоградского юридического института.